# Дипфејк
Дипфејк (претварање „ дубоког учења “ и „лажног“) су синтетички медији у којима је особа на постојећој слици или видео снимку замењена нечијим ликом. Иако чин креирања лажног садржаја није нов, дипфејк користи моћне технике од машинског учења и вештачке интелигенције за манипулисање или генерисање визуелног и аудио садржаја који може лакше заварати. Главне методе машинског учења које се користе за креирање дипфејк-а су засноване на дубоком учењу и укључују тренинг генеративних архитектура неуронских мрежа, као што су аутоенкодери или генеративне адверсаријске мреже (ГАН).
Дипфејкови су привукли широку пажњу због своје употребе у креирању материјала за сексуално злостављање деце, порнографских видео снимака славних личности, осветничких порнографија, лажних вести, обмана, малтретирања и финансијских превара. Ово је изазвало одговоре и индустрије и владе да открију и ограниче њихову употребу.

## Историја
Манипулација фотографијама развијена је у 19. веку и убрзо примењена на филмове . Технологија се стално побољшавала током 20. века, а још брже са дигиталним видеом .
Дипфејк технологију су развили истраживачи на академским институцијама почевши од 1990-их, а касније и аматери у онлајн заједницама. Недавно је ове методе усвојила индустрија.

### Академска истраживања
Академска истраживања која се односе на дипфејк подељена су између поља компјутерске визије, подобласти компјутерске науке, која развија технике за креирање и препознавање дипфејка, приступа хуманистичких и друштвених наука који проучавају друштвене, етичке и естетске последице дипфејка.

#### Друштвени и хуманистички приступи дипфејк-у
У биоскопским студијама, дипфејк демонстрира како се „људско лице појављује као централни објекат амбиваленције у дигиталном добу“. Видео уметници су користили дипфејк да „разиграно препишу филмску историју тако што ће реконструисати канонски биоскоп новим звездама“. Филмски научник Кристофер Холидеј анализира како замена пола и расе извођача у познатим филмским сценама дестабилизује родне класификације и категорије. Идеја „ куееринг “ дипфејка се такође разматра у дискусији Оливера М. Џингрича о медијским уметничким делима која користе дипфејк за преобликовање рода, укључујући Зизи британског уметника Џејка Елвеса: Queering the Dataset, уметничко дело које користи дипфејк повлачења краљица да се намерно игра са полом. Почињу да се истражују и естетски потенцијали дипфејка. Историчар позоришта Џон Флечер напомиње да су ране демонстрације дипфејк-а представљене као представе и поставља их у контекст позоришта, расправљајући о „неким од најзабрињавајућих промена парадигми” које дипфејк представљају као жанр перформанса.
Филозофи и медијски научници расправљали су о етици дипфејка посебно у вези са порнографијом. Научница у области медија Емили ван дер Нагел ослања се на истраживање у фотографским студијама о изманипулисаним сликама како би разговарала о системима верификације који омогућавају женама да дају сагласност за коришћење њихових слика.
Осим порнографије, филозофи су дефинисали дипфејк као „епистемичку претњу“ знању, а тиме и друштву. Постоји неколико других предлога како да се носите са ризицима који дипфејкови изазивају изван порнографије, али и за корпорације, политичаре и друге, од „експлоатације, застрашивања и личне саботаже“, и постоји неколико научних дискусија о потенцијалним правним и регулаторним одговорима како у правним студијама тако и у студијама медија. У психологији и студијама о медијима, научници расправљају о ефектима дезинформација које користе дипфејк, као и о друштвеном утицају дипфејка.
Док се већина академских студија дипфејка на енглеском језику фокусира на забринутост Запада око дезинформација и порнографије, дигитални антрополог Габриеле де Сета анализирао је кинеску рецепцију дипфејка, познату као huanlian, што у преводу значи „промена лица“. Кинески израз не садржи „fake“ од енглеског deepfake, а де Сета тврди да овај културни контекст може објаснити зашто је кинески одговор био више о практичним регулаторним одговорима на „ризике од преваре, права на имиџ, економски профит и етичке неравнотеже“.

#### Истраживање компјутерских наука о дипфејк-у
Рани значајан пројекат био је програм Video Rewrite, објављен 1997. године, који је модификовао постојеће видео снимке особе која говори како би приказала ту особу како изговара речи садржане у другом аудио запису. Био је то први систем који је у потпуности аутоматизовао ову врсту реанимације лица, а то је учинио користећи технике машинског учења како би успоставио везе између звукова које производи субјекат видео снимка и облика лица субјекта.
Савремени академски пројекти су се фокусирали на стварање реалистичнијих видео записа и на побољшање техника. Програм „Synthesizing Оbаmа“, објављен 2017. године, модификује видео снимак бившег председника Барака Обаме како би га приказао док изговара речи садржане у засебном аудио запису. Пројекат наводи као главни истраживачки допринос своју фотореалистичну технику за синтетизовање облика уста из звука. Програм Face2Face, објављен 2016. године, модификује видео снимке лица особе како би приказала мимику лица друге особе у реалном времену. Пројекат наводи као главни истраживачки допринос први метод за понављање израза лица у реалном времену помоћу камере која не снима дубину, што омогућава да се техника изводи коришћењем уобичајених потрошачких камера.
У августу 2018, истраживачи са Универзитета у Калифорнији у Берклију објавили су рад у којем су представили лажну апликацију за плес која може створити утисак мајсторске способности плеса користећи АИ. Овај пројекат проширује примену дипфејк-а на цело тело; претходни радови усмерени на главу или делове лица.
Истраживачи су такође показали да се дипфејк проширују на друге домене, као што је нарушавање медицинских слика. У овом раду је показано како нападач може аутоматски убризгати или уклонити рак плућа у пацијентовом 3D CT скенеру. Резултат је био толико убедљив да је преварио три радиолога и најсавременију АИ за откривање рака плућа. Да би демонстрирали претњу, аутори су успешно извели напад на болницу у тесту пенетрације белог шешира .
Истраживање дипфејка-а, објављено у мају 2020, пружа временски оквир о томе како је креирање и откривање дипфејк-а напредовало у последњих неколико година. Истраживање је показало да су се истраживачи фокусирали на решавање следећих изазова креирања дипфејк-а:
- Генерализација. Висококвалитетни дипфејк се често постиже тренирањем сатима на снимку мете. Овај изазов је да се минимизира количина података за обуку која је потребна за производњу квалитетних слика и да се омогући извођење обучених модела на новим идентитетима (невидљивим током обуке).
- Упарени тренинг. Обука надзираног модела може да произведе резултате високог квалитета, али захтева упаривање података. Ово је процес проналажења примера улаза и њихових жељених излаза из којих модел може да учи. Упаривање података је напорно и непрактично када се тренира на вишеструким идентитетима и понашањима лица. Нека решења укључују самоконтролисану обуку (користећи оквире из истог видеа), коришћење неупарених мрежа као што је Cycle-GAN или манипулацију мрежним уграђивањем.
- Цурење идентитета. Ово је место где се идентитет возача (тј. глумца који контролише лице у реконструкцији) делимично преноси на генерисано лице. Нека предложена решења укључују механизме пажње, учење у неколико хитаца, растављање, конверзије граница и прескакање веза.
- Зачепљења. Када је део лица зачепљен руком, косом, наочарима или било којим другим предметом, могу се појавити артефакти. Уобичајена зачепљења су затворена уста која скривају унутрашњост уста и зубе. Нека решења укључују сегментацију слике током тренинга и сликања.
- Временска кохерентност. У видео снимцима који садрже дипфејк, могу се појавити артефакти као што су треперење и подрхтавање јер мрежа нема контекст претходних кадрова. Неки истраживачи пружају овај контекст или користе нове губитке временске кохерентности како би помогли у побољшању реализма. Како се технологија побољшава, сметње се смањује.

Све у свему, очекује се да ће дипфејк имати неколико последица на медије и друштво, медијску продукцију, медијско представљање, медијску публику, род, закон, регулативу и политику.

### Аматерски развој
Термин deepfakes је настао крајем 2017. од корисника Редит -а по имену „deepfakes“. Он, као и други у Reddit заједници r/deepfakes, делили су дипфејк који су креирали; многи видео снимци који су укључивали лица познатих личности замењена на тела глумица у порнографским видео снимцима, док је непорнографски садржај укључивао многе видео снимке са лицем глумца Николаса Кејџа који су замењени у различитим филмовима.
Остале су и друге онлајн заједнице, укључујући Реддит заједнице које не деле порнографију, као што је r/SFWdeepfakes (скраћено од „safe for work deepfakes“), у којима чланови заједнице деле дипфејк који приказујe познате личности, политичаре и друге у непорнографским сценаријима. Друге онлајн заједнице настављају да деле порнографију на платформама које нису забраниле дипфејк порнографију.

### Комерцијални развој
У јануару 2018. покренута је власничка десктоп апликација под називом FakeApp. Ова апликација омогућава корисницима да лако креирају и деле видео записе са замењеним лицима. Од 2019. године, FakeApp је замењен алтернативама отвореног кода као што су Faceswap, DeepFaceLab базиран на командној линији и веб апликацијама као што је DeepfakesWeb.com 
Веће компаније почеле су да користе дипфејк. Корпоративни видео снимци за обуку могу се креирати коришћењем дипфејк аватара и њихових гласова, на пример Synthesia, која користи дипфејк технологију са аватарима за креирање персонализованих видео снимака. Гигант мобилних апликација Моmo креирао је апликацију Zao која омогућава корисницима да преклопе своје лице на телевизијске и филмске снимке са једном сликом. Од 2019. јапанска АИ компанија DataGrid је направила дипфејк целог тела који би могао да створи особу од нуле. Они намеравају да их користе за моду и одећу.
Од 2020. такође постоје аудио-дипфејкови и софтвер вештачке интелигенције који је способан да открије дипфејк и клонира људске гласове након 5 секунди времена слушања. Мобилна дипфејк апликација Impressions покренута је у марту 2020. Била је то прва апликација за креирање дипфејк видео снимака славних са мобилних телефона.

### Васкрсење
Дипфејк технологија се не може користити само за фабриковање порука и акција других, већ се може користити и за оживљавање преминулих појединаца. Дана 29. октобра 2020, Ким Кардашијан је објавила видео снимак свог покојног оца Роберта Кардашијана ; лице у видеу Роберта Кардашијана креирано је технологијом дипфејк. Овај холограм је креирала компанија Калеида, где у креирању холограма користе комбинацију перформанси, праћења покрета, SFX, VFX и Дипфејк технологија.
Године 2020, Хоакин Оливер, жртва пуцњаве у Паркланду, васкрсао је помоћу дипфејк технологије. Оливерови родитељи су се удружили у име своје организације Nonprofit Change the Ref, са McCann Health-ом да направе овај дипфејк видео који се залаже за кампању гласања о безбедности оружја. У овој лажној поруци, приказује Хоакина како охрабрује гледаоце да гласају.
Дошло је и до лажног васкрсавања поп културних и историјских личности које су убијене, на пример, члана Битлса, Џона Ленона, убијеног 1980. године.

## Технике
Дипфејкови се ослањају на тип неуронске мреже који се зове аутоенкодер . Они се састоје од енкодера, који своди слику на нижедимензионални латентни простор, и декодера, који реконструише слику из латентне репрезентације. Дипфејк користи ову архитектуру тако што има универзални кодер који кодира особу у латентни простор. Латентна репрезентација садржи кључне карактеристике њихових црта лица и држања тела. Ово се затим може декодирати помоћу модела обученог посебно за мету. То значи да ће детаљне информације о мети бити постављене на основне карактеристике лица и тела оригиналног видеа, представљене у латентном простору.
Популарна надоградња ове архитектуре повезује генеративну супарничку мрежу на декодер. GAN обучава генератор, у овом случају декодер, и дискриминатор у супарничком односу. Генератор ствара нове слике из латентне репрезентације изворног материјала, док дискриминатор покушава да утврди да ли је слика генерисана или не. Ово доводи до тога да генератор ствара слике које изузетно добро опонашају стварност јер би дискриминатор ухватио све недостатке. Оба алгоритма се стално побољшавају у игри са нултом сумом . Ово отежава борбу против дипфејка јер се стално развијају; сваки пут када се утврди квар, може се исправити.

## Примене

### Уцена
Дипфејк се може користити за генерисање материјала за уцене који лажно инкриминишу жртву. Међутим, пошто се лажњаци не могу поуздано разликовати од оригиналних материјала, жртве стварне уцене сада могу да тврде да су прави артефакти лажни, што им даје уверљиво порицање. Ефекат је поништавање кредибилитета постојећих материјала за уцене, што брише лојалност уцењивачима и уништава контролу уцењивача. Овај феномен се може назвати „уцењивачка инфлација“, јер „девалвира“ стварну уцену, чинећи је безвредном. Могуће је користити стандардни GPU хардвер са малим софтверским програмом за генерисање овог уцењивачког садржаја за било који број субјеката у огромним количинама, повећавајући понуду лажног садржаја за уцене неограничено и на веома скалабилан начин.
У извештају америчке Конгресне истраживачке службе упозорава се да би се дипфејк могао користити за уцену изабраних званичника или оних који имају приступ поверљивим информацијама у сврхе шпијунаже или утицаја .

### Порнографија
У 2017, Дипфејк порнографија се значајно појавила на интернету, посебно на Reddit-у . Од 2019. године, многи дипфејкови на интернету садрже порнографију женских славних личности чија се сличност обично користи без њиховог пристанка. У извештају који је у октобру 2019. објавила холандска компанија за сајбер безбедност Deeptrace, процењено је да је 96% свих дипфејк-ова на мрежи порнографија. Од 2018. године, дипфејк Дејзи Ридли први је привукао пажњу, између осталог. Од октобра 2019, већина дипфејк тема на интернету биле су британске и америчке глумице. Међутим, око четвртине испитаника су Јужнокорејци, од којих су већина К-поп звезде.
У јуну 2019. објављена је Windows и Linux апликација за преузимање под називом DeepNude која је користила неуронске мреже, посебно генеративне супарничке мреже, за уклањање одеће са слика жена. Апликација је имала и плаћену и неплаћену верзију, а плаћена верзија коштала је 50 долара. Креатори су 27. јуна уклонили апликацију и вратили новац потрошачима.

### Политика
Дипфејк је коришћен за лажно представљање познатих политичара у видео снимцима.
- Од 2018. у засебним видео снимцима, лице аргентинског председника Маурисија Макрија замењено је лицем Адолфа Хитлера, а лице Ангеле Меркел замењено је лицем Доналда Трампа .[76][77]
- У америчкој председничкој кампањи 2020. године појавиле су се многе дипфејк ствари које тврде да је Џо Бајден у когнитивном паду: да је заспао током интервјуа, изгубио се и погрешно изговорио све поткрепљене гласине о његовом паду.[78][79]
- У априлу 2018, Џордан Пил је сарађивао са Буззфеед-ом како би направио дипфејк Барака Обаме са Пиловим гласом; служила је као најава јавног сервиса за повећање свести о дипфејку.[80]
- У јануару 2019, KCPQ чланица Fox -а емитовала је лажну Трампову слику током његовог обраћања у Овалној канцеларији, исмевајући његов изглед и боју коже (и након тога отпустила запосленог за који се сматра да је одговоран за видео).[81]
- Током предизборне кампање за Законодавну скупштину Делхија 2020., Delhi Bharatiya Janata Party је користила сличну технологију за дистрибуцију верзије огласа кампање на енглеском језику од стране њеног лидера Маноја Тиварија, преведеног на Харианви за циљање гласача Харијане . Снимање гласа је обезбедио глумац, а вештачка интелигенција обучена коришћењем видео записа Tiwari говора је коришћена за синхронизацију видео снимка са новим гласом. Члан партијског особља описао је то као „позитивну“ употребу дипфејк технологије, која им је омогућила да „убедљиво приступе циљној публици чак и ако кандидат не говори језиком бирача“.[82]
- У априлу 2020, белгијски огранак Extinction Rebellion- а објавио је дипфејк видео белгијске премијерке Софи Вилмес на Фејсбуку.[83] Видео је промовисао могућу везу између крчења шума и ЦОВИД-19 . Имао је више од 100.000 прегледа у року од 24 сата и добио је много коментара. На Фејсбук страници на којој се видео појавио, многи корисници протумачили су видео као оригиналан.[84]
- Бруно Сартори је 2020. пародирао политичаре као што су Жаир Болсонаро и Доналд Трамп .[85]
- У јуну 2019. Комитет за обавештајне послове Представничког дома Конгреса Сједињених Држава одржао је саслушања о потенцијалној злонамерној употреби дипфејка за утицај на изборе.[86]
- У априлу 2021. политичарима у низу европских земаља су се обратили шаљивџије Вован и Лексус, које критичари оптужују да раде за руску државу. Они су лажно представљали Леонида Волкова, руског опозиционог политичара и шефа штаба кампање руског опозиционог лидера Алексеја Наваљног, наводно путем дипефјк технологије.[87][88][89][90] Међутим, пар је за The Verge рекао да нису користили дипфејк, већ су само користили look-alike.[91]

### Уметност
У марту 2018. мултидисциплинарни уметник Joseph Ayerle објавио је видео рад Un'emozione per sempre 2.0 (Енглески превод: The Italian Game). Уметник је радио са дипфејк технологијом како би направио глумицу са вештачком интелигенцијом, синтетичку верзију филмске звезде из 80-их Орнеле Мути, која путује кроз време од 1978. до 2018. Технолошки институт Масачусетса упутио је ово уметничко дело у студију „Колективна мудрост“. Уметник је користио путовање кроз време Орнеле Мути да истражи генерацијска размишљања, истовремено истражујући питања о улози провокације у свету уметности. За техничку реализацију Ayerle је користио сцене фотомодела Кендал Џенер . Програм је заменио лице Џенер лицем Орнеле Мути направљено путем вештачке интелигенције. Као резултат тога, АИ глумица има лице италијанске глумице Орнеле Мути и тело Кендал Џенер.
Дипфејк се нашироко користи у сатири или за исмевање познатих личности и политичара. Веб серија Sassy Justice из 2020, коју су креирали Треј Паркер и Мет Стоне, у великој мери приказује употребу лажирања јавних личности за исмевање актуелних догађаја и подизање свести о дипфејк технологији.

### Глума
Било је спекулација о томе да се дипфејк користи за креирање дигиталних глумаца за будуће филмове. Дигитално конструисани/измењени људи су већ коришћени у филмовима раније, а дипфејк би могао да допринесе новом развоју у блиској будућности. Дипфејк технологију су фанови већ користили за уметање лица у постојеће филмове, као што је уметање младог лица Харисона Форда на лице Хана Солоа у Соло: Прича о ратовима звезда, а технике сличне онима које користи дипфејк су коришћене за глуму принцезе Леје и Великог Мофа Таркина у Rogue One . 
Како технологија дипфејк све више напредује, Дизни је побољшао своје визуелне ефекте користећи технологију дипфејк замене лица високе резолуције. Дизни је побољшао своју технологију кроз прогресивну обуку програмирану да идентификује изразе лица, имплементирајући функцију замене лица и понављање како би се стабилизовао и побољшао резултат. Ова технологија дипфејк високе резолуције штеди значајне оперативне и производне трошкове. Дизнијев модел дипфејк генерације може да производи медије генерисане вештачком интелигенцијом у резолуцији 1024 x 1024, за разлику од уобичајених модела који производе медије у резолуцији 256 x 256. Технологија омогућава Дизнију да de-age ликове или оживи преминуле глумце.
Документарни филм Добродошли у Чеченију из 2020. користио је дипфејк технологију да прикрије идентитет интервјуисаних људи, како би их заштитио од одмазде.

### Интернет мим
Године 2020. појавио се интернет мим који је користио дипфејк за генерисање видео снимака људи који певају хор „Baka Mitai” (ばかみたい), песме из игре Јакуза 0 у серији видео игрица Јакуза . У серији, меланхоличну песму пева играч у караоке мини игрици . Већина итерација овог мима користи видео из 2017. који је поставио корисник Dobbsyrules, који уснама синхронизује песму, као шаблон.

### Друштвени медији
Дипфејк је почео да се користи на популарним платформама друштвених медија, посебно кроз Zao, кинеску дипфејк апликацију која омогућава корисницима да замене своја лица лицима ликова у сценама из филмова и телевизијских емисија као што су Ромео + Јулија и Игра престола . Апликација је првобитно била под надзором својих инвазивних корисничких података и политике приватности, након чега је компанија дала изјаву у којој тврди да ће поново ипитати политику. У јануару 2020. Фејсбук је објавио да уводи нове мере за супротстављање томе на својим платформама.
Истраживачка служба Конгреса је цитирала неодређене доказе који показују да су страни обавештајни оперативци користили дипфејк за креирање налога на друштвеним мрежама у сврху регрутовања појединаца са приступом поверљивим информацијама .

### Лутке од чарапа
Дипфејк фотографије се могу користити за креирање лутака од чарапа, непостојећих људи, који су активни и на мрежи и у традиционалним медијима. Чини се да је дипфејк фотографија направљена заједно са легендом за очигледно непостојећу особу по имену Оливер Тејлор, чији је идентитет описан као студент универзитета у Уједињеном Краљевству. Личност Оливера Тејлора дала је своје мишљење у неколико новина и била је активна у онлајн медијима нападајући британског правног академика и његову супругу, као „симпатизере терориста“. Академик је привукао међународну пажњу 2018. године када је покренуо тужбу у Израелу против NSO, компаније за надзор, у име људи у Мексику који су тврдили да су жртве NSО-ове технологије хаковања телефона . Ројтерс је могао да пронађе само оскудне евиденције за Оливера Тејлора, а „његов” универзитет није имао евиденцију о њему. Многи стручњаци су се сложили да је профилна фотографија лажна. Неколико новина није повукло чланке који су му приписани нити их уклонило са својих веб страница. Страхује се да су такве технике ново бојно поље у дезинформацијама .
Колекције дипфејк фотографија непостојећих људи на друштвеним мрежама такође су распоређене као део израелске партизанске пропаганде. На Фејсбук страници „Zionist Spring“ објављене су фотографије непостојећих особа заједно са њиховим „сведочењима“ која наводно објашњавају зашто су напустили своју левичарску политику и пригрлили десницу, а страница је такође садржала велики број постова од премијера Израела Benjamin Netanyahu и његовог сина и из других израелских десничарских извора. Изгледа да су фотографије генерисане технологијом  „синтезе људске слике ", компјутерским софтвером који узима податке са фотографија стварних људи да би произвео реалистичну сложену слику непостојеће особе. У већем делу „сведочења“, разлог за прихватање политичке деснице био је шок сазнања о наводном подстицању на насиље против премијера. Десничарски израелски телевизијски емитери тада су емитовали „сведочење“ ових непостојећих особа на основу чињенице да су се „делили“ на мрежи. Емитери су емитовали причу, иако емитери нису могли да пронађу такве људе, уз објашњење „Зашто је порекло важно?“ Други лажни профили на Фејсбуку – профили фиктивних појединаца – садржали су материјал који је наводно садржао такво хушкање против премијера деснице, на шта се премијер жалио да постоји план за његово убиство.

## Забринутости

### Превара
Аудио дипфејк су коришћени као део превара социјалног инжењеринга, заваравајући људе да мисле да добијају упутства појединца од поверења. 2019. године, извршни директор енергетске компаније са седиштем у Великој Британији је преварен телефоном када му је наређено да пребаци 220.000 евра на рачун у мађарској банци од стране појединца који је користио аудио дипфејк технологију да би имитирао глас извршног директора матичне компаније.

### Кредибилитет и аутентичност
Иако је лажних фотографија дуго било у изобиљу, лажирање филмова је било теже, а присуство дипфејк слика повећава потешкоће у класификовању видео записа као оригиналних или не. Истраживач вештачке интелигенције Алекс Чампандард рекао је да људи треба да знају колико брзо ствари могу да се покваре дипфејк технологијом и да проблем није технички, већ проблем који треба решити поверењем у информације и новинарство. Дипфејк се може искористити за клевету, лажно представљање и ширење дезинформација. Примарна замка је да би човечанство могло пасти у доба у којем се више не може утврдити да ли садржај медија одговара истини.
Слично томе, ванредни професор рачунарских наука Хао Ли са Универзитета Јужне Калифорније наводи да ће дипфејк креиран за злонамерну употребу, као што су лажне вести, бити још штетнији ако се ништа не учини да се шири свест о дипфејк технологији. Ли је предвидео да ће прави видео снимци и дипфејк постати неприметни већ за пола године, од октобра 2019, због брзог напретка у области вештачке интелигенције и компјутерске графике.
Бивши Гугл цар за преваре Шуман Госемајумдер назвао је дипфејк област од „друштвене бриге“ и рекао да ће они неизбежно еволуирати до тачке у којој се могу аутоматски генерисати, а појединац би могао да користи ту технологију за производњу милиона дипфејк видео снимака.
Последице дипфејк-а нису довољно значајне да дестабилизују цео систем власти; међутим, дипфејк поседује способност да страшно оштети појединачне ентитете. То је зато што је дипфејк често усмерен на једну особу и/или њихов однос према другима у нади да ће створити наратив који је довољно моћан да утиче на јавно мњење или уверења. Ово се може урадити помоћу дипфејк гласовног пхисхинга, који манипулише звуком да би се креирали лажни телефонски позиви или разговори. Још један начин коришћења дипфек-а су измишљене приватне примедбе, које манипулишу медијима да пренесу појединце који износе штетне коментаре.
У септембру 2020. Мајкрософт је објавио да развија софтверски алат за детекцију Дипфејка.

### Пример догађаја
Исечак из говора Ненси Пелоси у Центру за амерички напредак одржан 22. маја 2019. је успорен, поред тога што је измењена висина тона, како би изгледало као да је пијана; међутим, критичари тврде да ово није дипфејк, већ плитка лажна, мање софистицирана видео манипулација.

#### Дипфејк Доналда Трампа
Дипфејк Доналда Трампа је лако направљен на основу скеча Џимија Фелона који је извео у емисији NBC's The Tonight Show . У овом скечу (емитованом 4. маја 2016), Џими Фелон се обукао као Доналд Трамп и претварао се да учествује у телефонском разговору са Бараком Обамом, разговарајући на начин који га је представио да се хвали својом примарном победом у Индијани. Дана 5. маја 2019. направљен је дипфејк Доналда Трампа (преузет из овог скеча). У овом дипфејк-у, лице Џимија Фалона је трансформисано у лице Доналда Трампа (аудио је остао исти). Овај дипфејк видео је поставио на Јутјуб оснивач Дипфејка са комичном намером.

#### Барак Обама дипфејк
Амерички глумац Џордан Пил, BuzzFeed и Monkeypaw Productions направили су и продуцирали дипфејк Барака Обаме (отпремљен на Јутјуб 17. априла 2018.) који приказује Барака Обаму како псује и прозива Доналда Трампа. У овом дипфејку Пилов глас и уста су трансформисани и изманипулисани у Обамин глас и лице. Намера овог видео снимка је била да прикаже опасне последице и моћ дипфејка, и како дипфејк може натерати било кога да каже било шта.

#### Ким Џонг-ун
Дипфејк севернокорејског лидера Ким Џонг-уна креирала је нестраначка заговарачка група RepresentUs .

#### Владимир Путин
Дипфејк руског председника Владимира Путина такође је креирала нестраначка заговарачка група RepresentUs .
Дипфејк Ким Џонг-уна и Владимира Путина требало је да се јавно емитује као реклама како би се пренела идеја да би мешање ових лидера у америчке изборе било штетно за демократију Сједињених Држава; реклама је такође имала за циљ да шокира Американце да схвате колико је демократија крхка и како медији и вести могу значајно утицати на пут земље без обзира на кредибилитет. Међутим, ове рекламе су укључивале завршни коментар у којем се наводи да снимак није стваран, а рекламе се на крају нису емитовале због страха и осетљивости у погледу тога како би Американци могли да реагују.

#### Том Круз
Године 2021, на ТикТок -у су објављени реалистични дипфејк видео снимци глумца Тома Круза, који су постали вирални и прикупили више десетина милиона прегледа. Дипфејк видео снимци приказују „двојника генерисаног вештачком интелигенцијом" Круза који ради различите активности као што је играње на голф терену, показивање трика са новчићем и грицкање лизалице. Креатор клипова је рекао да се први пут заинтересовао за дипфејк 2018. године и да је видео његов „креативни потенцијал“.

#### Володимир Зеленски
Дана 16. марта 2022. друштвеним мрежама је кружио дипфејк једноминутни видео на којем украјински председник Володимир Зеленски наизглед говори својим војницима да положе оружје и предају се током руске инвазије на Украјину 2022. године . Руске друштвене мреже су га појачале, али након што је разоткривено, Фејсбук и Јутјуб су га уклонили. Твитер је дозволио видео у твитовима где је разоткривен као лажан, али је рекао да ће бити уклоњен ако буде објављен да би се људи обманули. Хакери су убацили дезинформацију у вести уживо на ТВ станици Украјина 24, а видео се накратко појавио на веб страници те станице поред лажних тврдњи да је Зеленски побегао из главног града своје земље, Кијева. Није одмах било јасно ко је креирао дипфејк, на шта је Зеленски одговорио сопственим видео снимком, рекавши: „Не планирамо да положимо оружје. До наше победе.“ 

## Одговори

### Платформе друштвених медија

#### Твитер
Твитер предузима активне мере за руковање синтетичким и изманипулисаним медијима на својој платформи. Како би спречио ширење дезинформација, Твитер поставља обавештење на твитове који садрже изманипулисане медије и/или дипфејк који сигнализира гледаоцима да су медији изманипулисани. Такође ће бити упозорење које ће се појавити корисницима који планирају да поново твитују, лајкују или се укључе у твит. Твитер ће такође радити на томе да корисницима пружи везу поред твита који садржи изманипулисане или синтетичке медије који се повезују са Твитер моментом или веродостојним чланком вести на сродну тему – као радњу за разоткривање. Твитер такође има могућност да уклони све твитове који садрже дипфејк или изманипулисане медије који могу да нашкоде безбедности корисника. Како би побољшао Твитерово откривање дипфејка и изманипулисаних медија, Твитер је замолио кориснике који су заинтересовани за партнерство са њима да раде на решењима за откривање дипфејка да попуне формулар (који је до 27. новембра 2020.).

#### Фејсбук
Фејсбук је уложио напоре да подстакне стварање дипфејка како би развио најсавременији софтвер за откривање дипфејка. Фејсбук је био истакнути партнер у организовању Deepfake Detection Challenge (DFDC), одржаног децембра 2019, за 2114 учесника који су генерисали више од 35.000 модела. Модели са најбољим учинком са највећом прецизношћу детекције анализирани су на сличности и разлике; ови налази су области од интереса у даљим истраживањима за побољшање и усавршавање модела детекције дипфејка. Фејсбук је такође навео да ће платформа уклонити медије генерисане вештачком интелигенцијом која се користи за измену говора појединца. Међутим, медији који су уређивани да би се променио ред или контекст речи у нечијој поруци остаће на сајту, али ће бити означени као лажни, јер нису генерисани вештачком интелигенцијом.

### Откривање
Већина академских истраживања која окружују дипфејк настоје да открију видео снимке. Најпопуларнија техника је коришћење алгоритама сличних онима који се користе за прављење дипфејк-а за њихово откривање. Препознавањем образаца у начину на који се ствара дипфејк, алгоритам је у стању да покупи суптилне недоследности. Истраживачи су развили аутоматске системе који испитују видео записе на грешке као што су неправилни обрасци трептања осветљења. Ова техника је такође критикована због креирања „ покретног стуба гола “ где у сваком тренутку алгоритми за откривање постају бољи, као и дипфејк. The Deepfake Detection Challenge, чији је домаћин коалиција водећих технолошких компанија, надају се да ће убрзати технологију за идентификацију изманипулисаног садржаја.
Тим на Универзитету у Бафалу објавио је рад у октобру 2020. у којем описује њихову технику коришћења рефлексије светлости у очима оних који су приказани како би уочили дипфејк са великом стопом успеха, чак и без употребе АI алата за детекцију, барем за тренутно.
Други тим који је предводио Wael AbdAlmageed са Visual Intelligence and Multimedia Analytics Laboratory (VIMAL) Института за информационе науке на Универзитету Јужне Калифорније развио је две генерације  дипфејк детектора заснованих на конволуционим неуронским мрежама . Прва генерација  користила је рекурентне неуронске мреже да уочи просторно-временске недоследности да идентификује визуелне артефакте који су остали приликом процеса генерисања дипфејк-а. Алгоритам је архивирао 96% тачности на FaceForensics++; једини дипфејк репер великих размера доступан у то време. Друга генерација  користила је дубоке мреже од краја до краја да би разликовала артефакте и семантичке информације о лицу високог нивоа користећи мреже са две гране. Прва грана шири информације о боји док друга грана потискује садржај лица и појачава фреквенције ниског нивоа користећи Лапласов Гаусов (ЛоГ) . Даље, они су укључили нову функцију губитка која учи компактну репрезентацију веродостојних лица, док распршује репрезентације (тј. карактеристике) дипфејка. VIMAL-ов приступ показао је врхунске перформансе на FaceForensics++ и Celeb-DF benchmark-овима, а 16. марта 2022. (истог дана објављивања) коришћен је за идентификацију дипфејк-а Володимира Зеленског ван кутије без икакве преквалификације или знања о алгоритму којим је дипфејк креиран.
Друге технике користе blockchain за проверу извора медија. Видео снимци ће морати да буду верификовани кроз књигу пре него што буду приказани на платформама друштвених медија. Са овом технологијом, само видео снимци из поузданих извора би били одобрени, чиме би се смањило ширење могуће штетних дипфејк медија.
Предложено је дигитално потписивање свих видео записа и слика помоћу камера и видео камера, укључујући камере за паметне телефоне, да би се борили против дипфејкова. То омогућава праћење сваке фотографије или видео снимка до оригиналног власника који се може користити за гоњење дисидената.

### Интернет реакција
Од 2017. године, Samantha Cole of Vice објавила је серију чланака који покривају вести о дипфејк порнографији. 31. јануара 2018. Gfycat је почео да уклања све дипфејкове са свог сајта. На Редиту, р/дипфејк субредит је забрањен 7. фебруара 2018, због кршења политике „ненамерне порнографије“. Истог месеца, представници Твитера су изјавили да ће суспендовати налоге за које се сумња да објављују дипфејк садржаје без пристанка. Сајт за ћаскање Дискорд је у прошлости предузео мере против дипфејка, и заузео је општи став против дипфејка. У септембру 2018. Гугл је додао „ненамерне синтетичке порнографске слике“ на своју листу забрањених, дозвољавајући свакоме да затражи блок резултата који приказује њихове лажне актове. У фебруару 2018. Порнхaб је рекао да ће забранити дипфејк видео записе на својој веб страници јер се сматра „садржајем без сагласности“ који крши њихове услове коришћења. Такође су раније изјавили за Mashable да ће уклонити садржај означен као дипфејк. Писци са матичне плоче из Buzzfeed News-а известили су да је претрага „deepfakes“ на Порнхабу и даље враћа више недавних дипфејк видео снимака.
Фејсбук је раније изјавио да неће уклањати дипфејк са својих платформи. Уместо тога, треће стране ће видео снимке означавати као лажне, а затим ће имати смањен приоритет у фидовима корисника. Овај одговор је подстакнут у јуну 2019. након што је на Фејсбуку и Инстаграму кружио дипфејк са видео снимком Марка Закерберга из 2016.
У мају 2022. године, Гугл је званично променио услове коришћења својих Jupyter Notebook сарадника, забрањујући коришћење њиховог колаб сервиса у сврху креирања дипфејка. Ово се догодило неколико дана након што је објављен чланак VICE-а, у којем се тврди да је „већина дипфејка порнографија без пристанка“ и да је главна употреба популарног софтвера за дипфејк DeepFaceLab (DFL), „најважнија технологија која покреће огромну већину ове генерације дипфејка“ који се често користио у комбинацији са Гугл колабс, био би стварање порнографије без сагласности, указујући на чињеницу да је међу многим другим добро познатим примерима имплементације DFL-а трећих страна, као што су дипфејк поручен од The Walt Disney Company, званични музички спотови и веб серија Sassy Justice креатора South Park, DFL-ова GitHub страница такође има везу са дипфејк порно веб страницом Mr. Deepfake и учесници DFL Дискорд сервера такође учествују на Mr. Deepfakes .

### Правни одговор
У Сједињеним Државама, било је неких одговора на проблеме које представљају дипфејк. 2018. године, Закон о забрани злонамерног дипфејка представљен је Сенату САД, а 2019. Закон о одговорности ДИПФЕЈК уведен је у Представнички дом . Неколико држава је такође увело законе у вези са дипфејком, укључујући Вирџинију, Тексас, Калифорнију и Њујорк. Гувернер Калифорније Гавин Њусом је 3. октобра 2019. потписао законе Скупштине бр. 602 и бр. 730. Скупштински закон бр. 602 даје појединцима који су мета сексуално експлицитног дипфејк садржаја који је направљен без њиховог пристанка право за покретање поступка против креатора садржаја. Скупштински закон бр. 730 забрањује дистрибуцију злонамерних лажних аудио или визуелних медија који циљају на кандидата који се кандидује за јавну функцију у року од 60 дана од њиховог избора.
У Сједињеним Државама, било је неких одговора на проблеме које представљају дипфејк. 2018. године, Закон о забрани злонамерног дипфејка представљен је Сенату САД, а 2019. Закон о одговорности ДИПФЕЈК уведен је у Представнички дом . Неколико држава је такође увело законе у вези са дипфејком, укључујући Вирџинију, Тексас, Калифорнију и Њујорк. Гувернер Калифорније Гавин Њусом је 3. октобра 2019. потписао законе Скупштине бр. 602 и бр. 730. Скупштински закон бр. 602 даје појединцима који су мета сексуално експлицитног дипфејк садржаја који је направљен без њиховог пристанка право за покретање поступка против креатора садржаја. Скупштински закон бр. 730 забрањује дистрибуцију злонамерних лажних аудио или визуелних медија који циљају на кандидата који се кандидује за јавну функцију у року од 60 дана од њиховог избора.
Кина је у новембру 2019. објавила да би дипфејк и други синтетички лажни снимци требало да имају јасно обавештење о њиховој лажности почевши од 2020. Непоштовање може се сматрати злочином, навела је Кинеска администрација за сајбер простор на својој веб страници. Чини се да кинеска влада задржава право да кривично гони и кориснике и онлајн видео платформе који се не придржавају правила.
У Уједињеном Краљевству, произвођачи дипфејк материјала могу бити кривично гоњени због узнемиравања, али постоје позиви да се дипфејк учини посебним злочином; у Сједињеним Државама, где су оптужбе биле различите као што су крађа идентитета, сајбер ухођење и осветничка порнографија, такође се расправљало о концепту свеобухватнијег статута.
У Уједињеном Краљевству, произвођачи дипфејк материјала могу бити кривично гоњени због узнемиравања, али постоје позиви да се дипфејк учини посебним злочином; у Сједињеним Државама, где су оптужбе биле различите као што су крађа идентитета, сајбер ухођење и осветничка порнографија, такође се расправљало о концепту свеобухватнијег статута.
У Канади, Комуникациони безбедносни естаблишмент објавио је извештај у којем се наводи да се дипфејк ствари могу користити за мешање у канадску политику, посебно за дискредитацију политичара и утицај на бираче. Као резултат тога, постоји више начина на које грађани Канаде могу да се изборе са дипфејком ако су они на мети.

#### Одговор DARPA-e
У 2018. години, Агенција за напредне истраживачке пројекте у области одбране (DARPA) финансирала је пројекат у коме ће се појединци такмичити у креирању видео записа, звука и слика које генерише вештачка интелигенција, као и аутоматизованих алата за откривање ових дипфејкова. DARPA је 2019. године организовала „дан предлагача“ за пројекат повезан са Програмом семантичке форензике где су истраживачи били вођени да спрече ширење вируса медија којима манипулише вештачка интелигенција. DARPA и Програм семантичке форензике такође су радили заједно на откривању медија којима манипулише вештачка интелигенција кроз напоре у обучавању рачунара да користе здрав разум и логичко закључивање. Године 2020. DARPA је креирала програм медијске форензике (МедиФор), да открије и ублажи све већу штету коју наносе дипфејк и медији генерисани од вештачке интелигенције, да пружи информације о томе како су медији створени и да се позабави и нагласи последичну улогу дипфејка и његовог утицаја. по доношењу одлуке.

## У популарној култури
- У издању часописа Analog средином децембра 1986. објављена је новела Џека Водамса „Picaper“. Његова радња се врти око дигитално побољшаних или дигитално генерисаних видео записа које су произвели вешти хакери који служе бескрупулозним адвокатима и политичким личностима.[169]
- Филм „Човек који трчи“ из 1987. са Арнолдом Шварценегером у главној улози приказује аутократску владу која користи компјутере да дигитално замени лица глумаца лицима тражених бегунаца како би изгледало да су бегунци неутралисани.
- У техно-трилеру Филипа Кера A Philosophical Investigation из 1992. „Wittgenstein”, главни лик и серијски убица, користи и софтвер сличан дипфејк-у и одело виртуелне стварности за секс са аватаром Isadora „Jake" Jakowicz, женски полицијски поручник којој је додељено да га ухвати.[170]
- Филм Rising Sun из 1993. са Шоном Конеријем и Веслијем Снајпсом у главним улогама приказује још једног лика, Jingo Asakuma који открива да је компјутерски диск дигитално изменио лични идентитет да би садржавао конкурента.
- Дипфејк технологија је део радње драме BBC One 2019. The Capture. Серија прати бившег британског војника Шона Емерија, који је оптужен за напад и отмицу свог адвоката. Стручно фиксирани снимци CCTV-а се користе да би га наместили и довели полицију која га истражује.[169][171]
- Al Davis против NFL-а: Наративна структура овог документарца из 2021, део ESPN-ових 30 for 30 документарних серијала, користи дипфејк верзије два централна лика филма, оба покојна — Al Davis, који је поседовао Las Vegas Raiders током мандата тима у Окланду и Лос Анђелесу, и Pete Rozelle, NFL комесар који се често сукобљавао са Дејвисом.[172][173]
- Дипфејк технологија је представљена у „Impawster Syndrome“, 57. епизоди канадске полицијске серије Хадсон и Рекс, која је први пут емитована 6. јануара 2022. године, у којој се истражује члан полицијског тима Сент Џона због сумње да је извршио пљачку и напад због лажираних снимака CCTV-а на којима се користи његов лик.[174]
- Користећи дипфејк технологију у свом музичком споту за свој сингл из 2022, „The Heart Part 5“, музичар Кендрик Ламар се трансформисао у фигуре које личе на Нипсеја Хасла, О.Ј. Симпсона и Кање Веста, између осталих. Дипфејк технологију у видеу креирао је Deep Voodoo, студио који предводе Треј Паркер и Мет Стоун, који су креирали South Park.